# The Hunger (serie televisiva)
The Hunger è una serie televisiva horror britannica creata da Jeff Fazio, ispirata al film di Tony Scott Miriam si sveglia a mezzanotte (il cui titolo originale in inglese è, appunto, The Hunger).
Lo stesso Tony Scott e suo fratello Ridley sono tra i produttori della serie, che ha avuto ospiti illustri come Terence Stamp, presentatore della prima stagione e David Bowie, presentatore della seconda. Tra i vari attori che hanno preso parte alla serie sono presenti alcuni piuttosto noti: Lena Headey, Daniel Craig, Giovanni Ribisi, Jennifer Beals, Jason Scott Lee, Joanna Cassidy, Eric Roberts, Brad Dourif e Anthony Michael Hall.

## Episodi
| Stagione         | Episodi | Prima TV USA | Prima TV Italia |
| ---------------- | ------- | ------------ | --------------- |
| Prima stagione   | 22      | 1997-1998    | 2000            |
| Seconda stagione | 22      | 1999-2000    | 2001            |